# A Collection of Great Dance Songs
Compilations de Pink Floyd
A Nice Pair
(1973) Works
(1983)
Singles
1. Money
Sortie : novembre 1981

A Collection of Great Dance Songs est une compilation du groupe britannique de rock britannique Pink Floyd paru en novembre 1981.

## Historique
A Collection of Great Dance Songs est le premier best of de Pink Floyd publié depuis Relics (1971). Il se compose de six chansons enregistrées par le groupe durant la décennie qui a suivi, dont une version courte de la longue suite Shine On You Crazy Diamond. Pour des raisons de droits, l'enregistrement original de Money ne peut pas être utilisé. La chanson est donc réenregistrée aux studios New Roydonia par David Gilmour, seul membre du groupe impliqué, avec l'aide du saxophoniste Dick Parry et du producteur James Guthrie.
La pochette est l'œuvre des membres du studio Hipgnosis, qui n'avaient plus travaillé pour Pink Floyd depuis 1975 et l'album Wish You Were Here. Ils sont crédités sous l'acronyme « TCP », qui correspond aux initiales de leurs noms : Storm Thorgerson, Peter Christopherson et Aubrey Powell. Elle représente un homme et une femme en train de danser au milieu d'un champ, avec une cabane à l'arrière-plan. Plusieurs câbles tendus relient le couple au sol.
A Collection of Great Dance Songs paraît le 21 novembre 1981 aux États-Unis chez Columbia Records et deux jours plus tard au Royaume-Uni chez Harvest Records. Un 45 tours reprenant la nouvelle version de Money avec Another Brick in the Wall (Part II) en face B est publié au même moment aux États-Unis.
Cet album est la troisième compilation officielle du groupe vendue en France à 694 000 exemplaires.[réf. nécessaire]
Dans la quatrième édition du Rolling Stone Album Guide, A Collection of Great Dance Songs et Works, une autre compilation de Pink Floyd sortie deux ans plus tard, sont décrites comme « des recueils de « hits » d'un groupe qui méprisait les succès ». Elle reçoit néanmoins trois étoiles sur cinq. AllMusic considère également que « les compilations ne vont pas à Pink Floyd » et lui attribue la note de 2/5.

## Fiche technique

### Titres
| 1. | One of These Days                  | Gilmour, Mason, Waters, Wright | Meddle                    | 5:49  |
| 2. | Money (version 1981 réenregistrée) | Waters                         | The Dark Side of the Moon | 6:45  |
| 3. | Sheep                              | Waters                         | Animals                   | 10:25 |

| 4. | Shine On You Crazy Diamond (edit)          | Gilmour, Waters, Wright | Wish You Were Here | 10:41 |
| 5. | Wish You Were Here                         | Gilmour, Waters         | Wish You Were Here | 5:25  |
| 6. | Another Brick in the Wall (Part II) (edit) | Waters                  | The Wall           | 3:52  |

### Musiciens et production
- Pink Floyd :
  - David Gilmour : chant, guitare, basse, claviers et batterie sur Money, chœurs
  - Roger Waters : chant, basse, guitare rythmique, chœurs
  - Richard Wright : claviers, chœurs
  - Nick Mason : batterie, percussions, voix sur One of these days

- Musiciens supplémentaires :
  - Dick Parry : saxophone sur Money et Shine On You Crazy Diamond
  - Islington Green School : chant sur Another Brick in the Wall (Part II)

- Production :
  - James Guthrie : production du mastering
  - Doug Sax : mastering, remastering
  - TCP : pochette, photographie

### Classements et certifications
| Pays (classement)             | Meilleure position | Certification                  |
| ----------------------------- | ------------------ | ------------------------------ |
| Allemagne (Media Control AG)  | 36                 |                                |
| Australie (Kent Music Report) | 14                 |                                |
| Autriche (Ö3 Austria Top 40)  | 18                 | Or (25 000 unités)             |
| Canada (RPM)                  | 22                 |                                |
| États-Unis (Billboard 200)    | 31                 | 2 × Platine (2 000 000 unités) |
| Nouvelle-Zélande (RIANZ)      | 5                  |                                |
| Norvège (VG-lista)            | 5                  |                                |
| Pays-Bas (Mega Album Top 100) | 6                  |                                |
| Royaume-Uni (UK Albums Chart) | 37                 | Or (100 000 unités)            |